# Wunderteam

Rozestavení Wunderteamu

Jako Wunderteam je označována sestava Rakouska z 30. let 20. století. Tým měl mezi dubnem 1931 a prosincem 1932 sérii 14 zápasů bez porážky. Styl týmu se soustředil na rychlou rychlou přihrávku, kterou zavedl asistent trenéra Jimmy Hogan.
Mezi důležité postavy týmu patřili Matthias Sindelar, Josef Bican, Anton Schall, Josef Smistik a Walter Nausch, trenérem byl Hugo Meisl.
Tým získal na Mistrovství světa ve fotbale 1934 4. místo, přestože vstupoval do turnaje jako jeden z favoritů. V semifinále podlehl tým v zápase za špatných povětrnostních podmínek Itálii 0:1. Rozhodčí Ivan Eklind, který pískal i finále proti Československu, byl obviněn z toho, že Italům nadržoval. Rakouský tým nakonec podlehl v zápase o 3. místo 2:3 Německu.
Počátek konce nastal v roce 1937, kdy Meisl zemřel, v roce 1938 došlo k anšlusu Rakouska. Někteří hráči hráli za reprezentaci Německa na Mistrovství světa ve fotbale 1938, kapitán Wunderteamu Sindelar se turnaje nezúčastnil a v roce 1939 byl nalezen mrtvý ve svém pokoji. Josef Bican hrál za reprezentaci Protektorátu Čechy a Morava.